# Alexandr Budnikov
Alexandr Budnikov (en ruso: Александр Будников; 10 de mayo de 1956) es un deportista soviético que compitió en vela en la clase Soling. Es hermano del también regatista Boris Budnikov.
Participó en los Juegos Olímpicos de Moscú 1980, obteniendo una medalla de plata en la clase Soling. Ganó dos medallas en el Campeonato Europeo de Soling, oro en 1980 y plata en 1982.

## Palmarés internacional
| Juegos Olímpicos   | Juegos Olímpicos       | Juegos Olímpicos | Juegos Olímpicos |
| Año                | Lugar                  | Medalla          | Clase            |
| ------------------ | ---------------------- | ---------------- | ---------------- |
| 1980               | Moscú (URSS)           | Medalla de plata | Soling           |
| Campeonato Europeo |                        |                  |                  |
| Año                | Lugar                  | Medalla          | Clase            |
| 1980               | Helsinki (Finlandia)   | Medalla de oro   | Soling           |
| 1982               | Copenhague (Dinamarca) | Medalla de plata | Soling           |